# Гонкения
Гонкения (лат. Honckenya) — по современной классификации монотипный род многолетних травянистых растений семейства Гвоздичные (Caryophyllaceae). Включает единственный подтвержденный вид — Гонкения бутерлаковидная (Honckenya peploides) и еще 5, ожидающих уточнения таксономического положения.

## Название
Род назван в честь немецкого ботаника Герхарда Августа Хонкени. В энциклопедическим словаре Брогкауза и Ефрона, изданном в конце XIX века, упоминается также другое название растения — песчанка.

## Ботаническое описание
Многолетние травянистые длиннокорневищные растения, (7)10—30(40) см высотой. Побеги прямостоячие или восходящие. Междоузлия (0,7)1—3(4,5) мм длиной. Листья плотные, суккулентные, мясистые, широколанцетные, продолговато-эллиптические, широкоэллиптические, обратнояйцевидные или почти округлые, сидячие, (7)10—20(25) мм длиной и 6—10(15) мм шириной.
Цветки обоеполые или однополые, пятичленные. Цветоножки (3)7—15(20) мм длиной. Чашелистики ланцетовидно-яйцевидные или яйцевидные, 3—5 мм длиной. Лепестки зеленовато-белые, цельные. Тычинок 10. Завязь одногнёздная. Плод — шаровидная или конусовидная коробочка, содержит (5)8—12(20) семян. Семена красно-коричневые или красновато-коричневые, округло-овальные, округло-эллиптические или округло-широкояйцевидные, (2,3)2,5—3,8(4,8) мм длиной.

## Классификация

### Таксономия
- Honckenya Ehrh., 1783, Neues Mag. Aerzte 5: 206
- Honckenya peploides (L.) Ehrh., 1783, Neues Mag. Aerzte 5: 206

Вид Гонкения бутерлаковидная относится к роду Гонкения (Honckenya) семейства Гвоздичные (Caryophyllaceae) порядка Гвоздичноцветные (Caryophyllales). Кладограмма в соответствии с Системой APG IV по состоянию на декабрь 2023 года:
|  |                                      |  |                                   |                                   |                      |  | ещё 40 семейств | ещё 40 семейств |                          |  |                         |  | еще 5 видов, ожидающих подтверждения | еще 5 видов, ожидающих подтверждения |  |
|  |                                      |  |                                   |                                   |                      |  | ещё 40 семейств | ещё 40 семейств |                          |  |                         |  | еще 5 видов, ожидающих подтверждения | еще 5 видов, ожидающих подтверждения |  |
|  |                                      |  |                                   | порядок Гвоздичноцветные          |                      |  |                 |                 | род Гонкения             |  |                         |  |                                      |                                      |  |
|  |                                      |  |                                   | порядок Гвоздичноцветные          |                      |  |                 |                 | род Гонкения             |  | 2 внутривидовых таксона |  |                                      |                                      |  |
|  | отдел Цветковые, или Покрытосеменные |  |                                   |                                   | семейство Гвоздичные |  |                 |                 | Гонкения бутерлаковидная |  |                         |  |                                      |                                      |  |
|  | отдел Цветковые, или Покрытосеменные |  |                                   |                                   |                      |  |                 |                 |                          |  |                         |  |                                      |                                      |  |
|  |                                      |  | ещё 63 порядка цветковых растений | ещё 63 порядка цветковых растений |                      |  |                 | еще 97 родов    | еще 97 родов             |  |                         |  |                                      |                                      |  |
|  |                                      |  |                                   | ещё 63 порядка цветковых растений |                      |  |                 |                 | еще 97 родов             |  |                         |  |                                      |                                      |  |

### Внутривидовые таксоны
- Honckenya peploides subsp. major (Hook.) Hultén
- Honckenya peploides subsp. robusta (Fernald) Hultén

### Виды
Помимо единственного подтвержденного вида Honckenya peploides (L.) Ehrh. род включает 5 видов, ожидающих уточнения таксономического положения:
- Honckenya frigida Pobed.
- Honckenya maritima (Raf.) Raf.
- Honckenya parva K.Schum.
- Honckenya polyandra (K.Schum.) Engl.
- Honckenya willdenowii J.F.Gmel.

## Синонимика вида
- Alsine peploides Crantz
- Arenaria diffusa (Hornem.) Wormsk.
- Arenaria littoralis Salisb.
- Arenaria peploides L.
- Arenaria portulacea Lam.
- Arenaria sitchensis D.Dietr.
- Cerastium succulentum Crantz
- Halianthus peploides Fr.
- Halianthus peploides var. diffusus (Hornem.) Lange
- Honckenya diffusa (Hornem.) Á.Löve
- Honckenya peploides subsp. diffusa (Hornem.) Hultén ex V.V.Petrovsky
- Honckenya peploides subsp. peploides –
- Honckenya peploides var. diffusa (Hornem.) Ostenf.
- Minuartia peploides (L.) Hiern